# Neil Francis
Neil Patrick John Francis (Dublino, 17 marzo 1964) è un ex rugbista a 15 e giornalista irlandese, in carriera agonistica attivo nel ruolo di seconda linea.

## Biografia
Proveniente dal Blackrock College, nella cui squadra di rugby si mise in luce esordì in Nazionale irlandese nel 1987 durante la prima Coppa del Mondo, a Brisbane contro Tonga.
Successivamente militò nei London Irish e, tornato in Irlanda, nell'Old Belvedere e nella squadra provinciale di Leinster.
Prese parte anche alle Coppe del Mondo del 1991 e del 1995.
Dopo il ritiro è divenuto giornalista e collabora alla pagina del rugby dell'Irish Independent.